# Castle House (Essex)
Castle House ist ein Landhaus im Dorf Dedham in der englischen Grafschaft Essex. Von 1919 bis zu seinem Tod 1959 lebte dort der Maler Sir Alfred Munnings.
Architektonisch enthält Castle House eine Mischung aus Elementen des Tudorstils und des georgianischen Stils.
Kurz nach Munnings’ Tod gründete seine Witwe 1962 The Violet Munnings Trust Fund zu Gründung und Betrieb eines Kunstmuseums in Castle House. Dies geschah im Einklang mit Munnings’ Wunsch, seine Bilder und sein Anwesen dem Staat zu überlassen. 1965 wurde der Castle House Trust gegründet und erhielt das Haus selbst, das umgebende Land, alle Gemälde von Sir Alfred Munnings, die sich noch im Besitz von Lady Munnings befanden, sowie einen Geldbetrag und Wertpapiere, um so die Basis eines Museums für die Werke des Künstlers zu bilden.

## Sir Alfred Munnings Art Museum
Das heute in Castle House untergebrachte Museum ist an bestimmten Tagen von Ostersonntag bis zum ersten Sonntag im Oktober öffentlich zugänglich.
Das originale Vermächtnis an den Trust bildete die Basis für die größte Sammlung von Sir Alfred Munnings’ Werken weltweit. Durch den Erhalt Munnings’ originaler Möbel und Artefakte seines ehemaligen Wohnhauses gibt das Museum Einblick in das Leben des Künstlers, ebenso wie durch die Werke aus seiner gesamten Lebenszeit. Der Trust hat seither weitere Gemälde von Munnings aufgekauft. Die Ausstellungen wechseln von Zeit zu Zeit, weil das Museum sowohl Gemälde als Leihgaben hat als auch welche an andere Museen und Ausstellungen ausleiht.
Die Räume, in denen Munnings einige seiner bekanntesten Werke schuf, sind originalgetreu erhalten und öffentlich zugänglich.